# Natação no Campeonato Mundial de Esportes Aquáticos de 2024 - 200 m costas masculino

A prova dos 200 metros costas masculino da natação no Campeonato Mundial de Esportes Aquáticos de 2024 foi realizada nos dias 15 e 16 de fevereiro de 2024 em Doha, no Catar.

## Formato da competição
A competição consiste em três rodadas: eliminatórias, semifinais e final. Os nadadores com os 16 melhores tempos nas baterias preliminares avançam as semifinais. Já os nadadores com os 8 melhores tempos nas semifinais avançam a final. Desempates (swim-offs) são utilizados conforme necessário para quebrar os empates de avanço a próxima rodada.

## Cronograma
Todos os horários estão na hora local (UTC+3).
| Data            | Hora  | Evento        |
| --------------- | ----- | ------------- |
| 15 de fevereiro | 09:56 | Eliminatórias |
| 15 de fevereiro | 20:33 | Semifinais    |
| 16 de fevereiro | 19:59 | Final         |

## Recordes
Antes desta competição, os recordes mundiais e do campeonato nesta prova eram os seguintes:
| Tipo                  | Atleta        | Tempo     | Local | Data                |
| --------------------- | ------------- | --------- | ----- | ------------------- |
|                       | Aaron Peirsol | 1m 51s 92 | Roma  | 31 de julho de 2009 |
| Recorde do campeonato | Aaron Peirsol | 1m 51s 92 | Roma  | 31 de julho de 2009 |

## Medalhistas
| Ouro                    | Prata                  | Bronze                        |
| Hugo González · Espanha | Roman Mityukov · Suíça | Pieter Coetze · África do Sul |

## Resultados

### Eliminatórias
Esses foram os resultados das eliminatórias. A prova foi realizada no dia 15 de fevereiro com início às 09:56.
| Pos. | Bateria | Raia | Nadador               | Nacionalidade  | Tempo   | Notas |
| ---- | ------- | ---- | --------------------- | -------------- | ------- | ----- |
| 1    | 2       | 3    | Apostolos Siskos      | Grécia         | 1:56.64 | Q,    |
| 2    | 4       | 7    | Kai van Westering     | Países Baixos  | 1:57.29 | Q     |
| 3    | 2       | 5    | Pieter Coetze         | África do Sul  | 1:57.90 | Q     |
| 4    | 4       | 4    | Roman Mityukov        | Suíça          | 1:58.03 | Q     |
| 5    | 2       | 2    | Ádám Telegdy          | Hungria        | 1:58.07 | Q     |
| 6    | 3       | 3    | Ksawery Masiuk        | Polónia        | 1:58.20 | Q     |
| 7    | 4       | 6    | Luke Greenbank        | Grã-Bretanha   | 1:58.23 | Q     |
| 8    | 3       | 4    | Bradley Woodward      | Austrália      | 1:58.26 | Q     |
| 9    | 3       | 5    | Lee Ju-ho             | Coreia do Sul  | 1:58.29 | Q     |
| 10   | 2       | 7    | Lukas Märtens         | Alemanha       | 1:58.45 | Q     |
| 11   | 4       | 5    | Jack Aikins           | Estados Unidos | 1:58.50 | Q     |
| 12   | 3       | 6    | Brodie Williams       | Grã-Bretanha   | 1:58.72 | Q     |
| 13   | 3       | 7    | Osamu Kato            | Japão          | 1:58.82 | Q     |
| 14   | 4       | 3    | Hugo González         | Espanha        | 1:59.00 | Q     |
| 15   | 3       | 1    | Raben Dommann         | Canadá         | 1:59.10 | Q     |
| 16   | 4       | 1    | John Shortt           | Irlanda        | 1:59.27 | Q     |
| 17   | 2       | 1    | Yeziel Morales        | Porto Rico     | 1:59.38 |       |
| 18   | 4       | 8    | Kaloyan Levterov      | Bulgária       | 1:59.42 |       |
| 19   | 2       | 6    | Lorenzo Mora          | Itália         | 1:59.80 |       |
| 20   | 3       | 0    | Ziyad Ahmed           | Sudão          | 2:00.53 |       |
| 21   | 2       | 8    | Erikas Grigaitis      | Lituânia       | 2:01.32 |       |
| 22   | 1       | 5    | Yegor Popov           | Cazaquistão    | 2:01.61 |       |
| 23   | 2       | 4    | Oleksandr Zheltyakov  | Ucrânia        | 2:01.81 |       |
| 24   | 1       | 4    | Denis-Laurean Popescu | Roménia        | 2:02.05 |       |
| 25   | 3       | 8    | Primož Šenica         | Eslovênia      | 2:04.11 |       |
| 26   | 4       | 9    | Denilson Cyprianos    | Zimbabwe       | 2:04.70 |       |
| 27   | 2       | 9    | Farrel Tangkas        | Indonésia      | 2:05.49 |       |
| 28   | 4       | 0    | Patrick Groters       | Aruba          | 2:06.10 |       |
| 29   | 3       | 9    | Diego Camacho Salgado | México         | 2:07.00 |       |
| 30   | 1       | 3    | Alexis Kpade          | Benim          | 2:07.25 |       |
| 31   | 1       | 6    | Ahmad Safie           | Líbano         | 2:08.37 |       |
| 32   | 2       | 0    | Trần Hưng Nguyên      | Vietname       | 2:08.71 |       |
| 33   | 1       | 2    | Zeke Chan             | Brunei         | 2:12.94 |       |
| —    | 3       | 2    | Apostolos Christou    | Grécia         | DNS     | DNS   |
| —    | 4       | 2    | Andrew Jeffcoat       | Nova Zelândia  | DNS     | DNS   |

### Semifinais
Esses foram os resultados das semifinais. A prova foi realizada no dia 15 de fevereiro com início às 20:33.
| Pos. | Bateria | Raia | Nadador           | Nacionalidade  | Tempo   | Notas            |
| ---- | ------- | ---- | ----------------- | -------------- | ------- | ---------------- |
| 1    | 2       | 7    | Jack Aikins       | Estados Unidos | 1:56.32 | Q                |
| 2    | 1       | 1    | Hugo González     | Espanha        | 1:56.38 | Q                |
| 3    | 2       | 2    | Lee Ju-ho         | Coreia do Sul  | 1:56.40 | Q                |
| 4    | 2       | 3    | Ádám Telegdy      | Hungria        | 1:56.65 | Q                |
| 5    | 1       | 5    | Roman Mityukov    | Suíça          | 1:56.72 | Q                |
| 6    | 2       | 4    | Apostolos Siskos  | Grécia         | 1:56.82 | Q                |
| 7    | 1       | 4    | Kai van Westering | Países Baixos  | 1:56.91 | Q                |
| 8    | 2       | 5    | Pieter Coetze     | África do Sul  | 1:57.07 | Q                |
| 9    | 2       | 6    | Luke Greenbank    | Grã-Bretanha   | 1:57.29 |                  |
| 10   | 1       | 3    | Ksawery Masiuk    | Polónia        | 1:57.48 |                  |
| 11   | 1       | 6    | Bradley Woodward  | Austrália      | 1:57.58 |                  |
| 12   | 1       | 7    | Brodie Williams   | Grã-Bretanha   | 1:58.23 |                  |
| 13   | 1       | 2    | Lukas Märtens     | Alemanha       | 1:58.24 |                  |
| 14   | 1       | 8    | John Shortt       | Irlanda        | 1:58.47 | Recorde nacional |
| 15   | 2       | 1    | Osamu Kato        | Japão          | 1:58.97 |                  |
| 16   | 2       | 8    | Raben Dommann     | Canadá         | 2:00.75 |                  |

### Final
A final foi realizada em 16 de fevereiro às 19:59.
| Pos.              | Raia | Nadador           | Nacionalidade  | Tempo   | Notas |
| ----------------- | ---- | ----------------- | -------------- | ------- | ----- |
| Medalha de ouro   | 5    | Hugo González     | Espanha        | 1:55.30 |       |
| Medalha de prata  | 2    | Roman Mityukov    | Suíça          | 1:55.40 |       |
| Medalha de bronze | 8    | Pieter Coetze     | África do Sul  | 1:55.99 |       |
| 4                 | 4    | Jack Aikins       | Estados Unidos | 1:56.21 |       |
| 5                 | 3    | Lee Ju-ho         | Coreia do Sul  | 1:56.38 |       |
| 6                 | 7    | Apostolos Siskos  | Grécia         | 1:56.64 | =     |
| 7                 | 6    | Ádám Telegdy      | Hungria        | 1:56.66 |       |
| 8                 | 1    | Kai van Westering | Países Baixos  | 1:57.19 |       |

Legenda
| Recorde mundial       | Recorde mundial (World record)               |                       | Recorde africano                      | Recorde africano (African) |                                           | Q | Classificado por posição (Qualified) |
| Recorde do campeonato | Recorde do campeonato (Championship record)  | Recorde da América    | Recorde da América (Americas)         | q                          | Classificado por melhor tempo (Qualified) |   |                                      |
| Melhor marca do ano   | Melhor marca do ano (World leading)          | Recorde asiático      | Recorde asiático (Asian)              | DNS                        | Não largou (Did not start)                |   |                                      |
| Recorde nacional      | Recorde nacional (National record)           | Recorde europeu       | Recorde europeu (European)            | DNF                        | Não terminou (Did not finish)             |   |                                      |
| Recorde pessoal       | Recorde pessoal do atleta (Personal best)    | Recorde da Oceania    | Recorde da Oceania (Oceania)          | DSQ / DQ                   | Desclassificado (Disqualified)            |   |                                      |
| Recorde da temporada  | Recorde da temporada do atleta (Season best) | Recorde sul-americano | Recorde sul-americano (South America) | NM                         | Sem marca (No mark)                       |   |                                      |